# ホソクビツユムシ
ホソクビツユムシ（細首露虫・細頸露虫、Shirakisotima japonica）は、バッタ目キリギリス科ツユムシ亜科の昆虫。
山地性のツユムシで、和名は前胸を首に見立ててこの部分がくびれて見えるから付いたと言われている。

## 形態
体長（頭部より羽先まで）35mm前後。全身ややくすんだ緑色で前胸に褐色の縦筋がある。小型から中型ツユムシの中ではもっとも体長に対して体の幅が広い種類で、羽の形状のせいか特にオスで著しく、横から見ると木の葉に似ている。
オスはエゾツユムシとアシグロツユムシを足して2で割ったような外見で、色合いや模様はアシグロ、体型はエゾに似ている。メスもエゾツユムシに似ているが、後ろ羽は退化せずに前羽から飛び出す。産卵管は非常に短く腹部の半分ほどで、小鎌の刃のような形をしている。

## 生態
本州、四国、九州などに分布。亜高山帯以上の高海抜・高標高地の森林に生息する。樹上性だがあまり高い木には登らない。主に落葉広葉樹の葉を食べて生活し、メスも葉に産卵する。羽はあるがほとんど飛ばずに、歩き回って移動する。
オスは昼夜問わず「チィチィチィ…キチキチジュキチキチ…」とはっきりとした鳴き声を出す。
メスはエゾツユムシ同様、ほとんど動き回らないため、交尾の際はオスがメスを鳴きながら探し歩く。オスはメスに背中を向けながら交尾を促し、メスの尾端に精球が渡されると交尾は完了する。卵が成熟したメスは木の葉の縁を囓り、産卵管を差し込んで卵を産み付ける。産卵した後、卵の周りの余分な葉を噛み切ってオトシブミのように地面に落とす。
成虫は7-8月にかけて見られるが、場所によっては9-10月にも成虫が現れるという。